# Мистецькі змагання на літніх Олімпійських іграх 1928

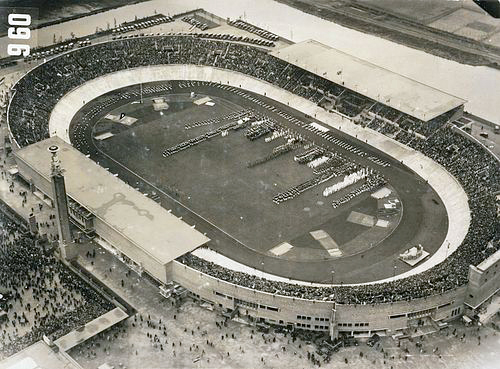
Жан Вільс виграв золоту медаль за дизайн Олімпійського стадіону (Амстердам)

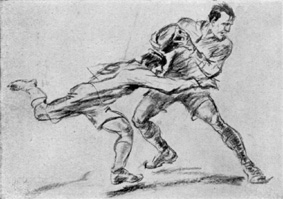
«Регбі» Жана Якобі

Мистецькі змагання були проведені в рамках Літніх Олімпійських іграх 1928 року в Амстердамі, Нідерланди. Медалі були вручені в п'яти категоріях (архітектура, література, музика, живопис, скульптура). Умовою конкурсу була участь у ньому робіт, що присвячені спортивній тематиці.
Художня виставка відбулася в Міському музеї з 12 червня по 12 серпня, брало участь у змаганнях 1150 творів мистецтва з 18 різних країн. Крім того, в літературному конкурсі взяли участь 40 творів з 10 країн, у музичному конкурсі було 22 композицій з 9 країн.
Мистецькі змагання 1928 року на Іграх були більші за обсягом, ніж на попередніх Олімпіадах. Замість одного конкурсу в кожній з п'яти художніх категоріях, були вручені нагороди в декількох конкурсах. У музичному конкурсу судді відмовився від присудження нагород та будь-яких медалей у двох з трьох підкатегорій, і тільки присудили одну бронзову медаль за третє місце.
Мистецькі змагання були частиною олімпійської програми з 1912 по 1948 рік. На засіданні Міжнародного олімпійського комітету в 1949 році, було прийнято рішення проводити художні виставки, але не присуджувати олімпійські нагороди.

## Архітектура
| Category             | Золото                                           | Срібло                                 | Бронза                                          |
| -------------------- | ------------------------------------------------ | -------------------------------------- | ----------------------------------------------- |
| Архітектурний дизайн | Жан Вілс (NED) Олімпійський стадіон в Амстердамі | Ейнар Расмуссен (DEN) Басейн в Олерупі | Жак Ламберт (FRA) Стадіон у Версалі             |
| Містобудування       | Альфред Хенсель (GER) Стадіон у Нюрнберзі        | Жак Ламберт (FRA) Стадіон у Версалі    | Макс Лаугер (GER) Муніципальний парк у Гамбурзі |

## Музика
| Category         | Золото           | Срібло           | Бронза                                         |
| ---------------- | ---------------- | ---------------- | ---------------------------------------------- |
| Пісні            | ніхто не отримав | ніхто не отримав | ніхто не отримав                               |
| One instrument   | ніхто не отримав | ніхто не отримав | ніхто не отримав                               |
| Оркестрові твори | ніхто не отримав | ніхто не отримав | Рудольф Сімонсен (DEN) «Symphony No. 2 Hellas» |

## Малярство
| Category        | Золото                                              | Срібло                                     | Бронза                           |
| --------------- | --------------------------------------------------- | ------------------------------------------ | -------------------------------- |
| Картини         | Ісаак Ізраельс (NED) «Cavalier Rouge»               | Лаура Найт (GBR) «Boxeurs»                 | Вальтер Клем (GER) «Patinage»    |
| Малюнки         | Жан Якобі (LUX) «Регбі»                             | Олександр Вірот (FRA) «Gestes de Football» | Владислав Скочиляс (POL) Posters |
| Графічні роботи | Вільям Ніколсон (GBR) «Un Almanach de douze Sports» | Карл Муус (SUI) Posters                    | Макс Фельдбаєр (GER) «Mailcoach» |

## Скульптура
| Category                | Золото                          | Срібло                                                    | Бронза                            |
| ----------------------- | ------------------------------- | --------------------------------------------------------- | --------------------------------- |
| Статуя                  | Поль Ландовський (FRA) «Boxeur» | Міло Мартін (SUI) «Athlète au repos»                      | Рене Сінтеніс (GER) «Footballeur» |
| Барельєфи та медальйони | Едвін Гріенаєр (AUT) Médailles  | Кріс ван дер Хоєф (NED) Médaille pour les Jeux Olympiques | Едвін Шарфф (GER) Plaquette       |

В той час, медалями були нагороджені всі ці художники та митці. Але, через те, що художні конкурси більше не розглядаються як офіційні Олімпійські змагання Міжнародним олімпійським комітетом, ці турніри не з'являються в базі даних медалей МОК.